# Magie verte (film)
Pour plus de détails, voir Fiche technique et Distribution.
Magie verte (Magia verde) est un film italien réalisé par Gian Gaspare Napolitano, sorti en 1953.

## Synopsis
Des explorateurs italiens s'aventurent dans la jungle brésilienne.

## Fiche technique
- Titre : Magie verte
- Titre original : Magia verde
- Réalisation : Gian Gaspare Napolitano
- Scénario : Mário Audrá, Gian Gaspare Napolitano et Alfredo Palácios
- Musique : Angelo Francesco Lavagnino
- Photographie : Mario Craveri
- Montage : José Cañizares et Mario Serandrei
- Production : Mário Audrá et Leonardo Bonzi
- Société de production : Astra Cinematografica, Cinematográfica Maristela et Maristela Filmes
- Société de distribution : I.F.E. Releasing Corporation (États-Unis)
- Pays de production :  Italie et  Brésil
- Genre : Documentaire
- Durée : 85 minutes
- Dates de sortie : 
  - Italie : 27 août 1953
  - France : 28 janvier 1955

## Distribution
- Carlos Montalbán, narrateur, version américaine (voix)
- Bret Morrison, narrateur, version américaine (voix)
- Leonardo Bonzi comme lui-même (membre de l'expédition)
- Gian Gaspare Napolitano, lui-même (membre de l'expédition)
- Mario Craveri, lui-même (membre de l'expédition)
- Giovanni Raffaldi, lui-même (membre de l'expédition)
- Jose Docarmo, lui-même  (Pilote)

## Distinctions
Le film a été présenté en sélection officielle en compétition au Festival de Cannes 1953.
Il a obtenu l'Ours d'argent à la Berlinale 1953.